# Genyorchis
Genre
Classification phylogénétique
Genyorchis est un genre de la famille des Orchidaceae, de la sous-famille des Epidendroideae, comptant une dizaine d'espèces d'orchidées épiphytes africaines.

## Liste d'espèces
- Genyorchis apertiflora
- Genyorchis apetala
- Genyorchis elongata
- Genyorchis macrantha
- Genyorchis micropetala
- Genyorchis platybulbon
- Genyorchis pumila
- Genyorchis saccata
- Genyorchis sanfordii
- Genyorchis summerhayesiana

## Répartition
Afrique tropicale